# اقتباس مؤذ
الاقتباس المؤذي أو الضار هو عبارة قصيرة يلفظ بها شخصية عامة من الخصوم كـ طريقة مهينة. وغالبًا ما تخرج هذه العبارات، ولكن ليس دائمًا، عن سياقها (وفي بعض الأحيان يُشار إليه بمصطلح الإسناد الكاذب) أو يتم تغييرها بطريقة أخرى لتشويه المعنى الأصلي. وربما يكون إقحام هذه الاقتباسات أو التلميح إليها في الدعاية السياسية السلبية لتشويه سمعة الشخصية المنافسة أو القدرة الفكرية للمبدع. ومع ذلك، وبطريقة أكثر نموذجية، تستخدم تلك الاقتباسات في الحجج السياسية من قبل السياسيين والخبراء السياسيين بطرق مغلوطة دائمًا. وتجمع هذه الاقتباسات في كتب أو تنشر على شبكة الإنترنت، حيث تتكرر في سياقات أخرى كما هو الحال في البرامج الإذاعية أو عن طريق الممثلين الهزليين لبرنامج ستاند أب (stand-up) في المونولوجات التي تُذاع تلفزيونيًا في وقت متأخر من الليل في الولايات المتحدة. ويبرر نشر هذه الاقتباسات على أنها جزء ضروري من المحافظة على توعية المواطنين. وفي حالة خروج الاقتباس عن السياق بشكل واسع، قد يكون من الصعب بالنسبة للمرشح أن يجد مخرجًا على الرغم من أنه من السهل للغاية التحقق من دقة وسياق الاقتباس باستخدام مصادر الإنترنت (مثل محركات البحث)؛ في اللغة الاصطلاحية الشعبية، يمكن أن يصبح هذا الاقتباس (خاصة إذا كان هزليًا) ميم.

## أنواع الاقتباس الضار
هناك أنواع مشتركة متنوعة للاقتباسات وهي: إساءة استعمال الألفاظ أو الأخطاء النحوية أو المبالغات بشأن الإنجازات السابقة أو عدم التجريم أو التواطؤ مع العدو أو التصرف اللاأخلاقي أو اللامبالاة تجاه ضحايا الجرائم أو العنصرية أو التمييز وما إلى ذلك.
تعتبر هذه الاقتباسات، في حالة إساءة استعمال الألفاظ مغالطة بلاغية (وتسمى شخصنة الحجاج) لاستنتاج أن الحجة الكاملة للشخص الذي نطق هذه العبارة غير صحيحة. ومع ذلك فقد أصبح شائعًا في الحجاج الحزبي في الولايات المتحدة. على سبيل المثال: صرح نائب رئيس الولايات المتحدة السابق آل جور، خلال حديثه مع وولف بلتزر على شبكة سي إن إن (في 9 مارس 1999)، «لقد اتخذت مبادرة إنشاء شبكة الإنترنت خلال فترة خدمتي في الكونغرس الأمريكي. واتخذت أيضًا مبادرة للمضي قدمًا في مجموعة مبادرات ثبتت أهميتها في النمو الاقتصادي لبلادنا والحماية البيئية وتحسين نظامنا التعليمي.» وكثيرًا ما شُوهت هذه المبادرات من خصومه حيث قالوا إن جور يدعي «اختراعه لشبكة الإنترنت». وكثيرًا ما استخدم معارضوه هذا الاقتباس المشوه لتشويه سمعته، في حين حرص رائد الإنترنت فينت سيرف (وآخرون ممن شاركو حقيقة في اختراع الإنترنت) على دعم حديث جور وتخطئة هؤلاء المشككون في حديثه. انظر .
إضافة إلى ذلك، فقد أصبح من السهل على أي شخص جمع وتوزيع قوائم الاقتباسات هذه بسبب انتشار أجهزة الحاسوب الرخيصة والاستخدام واسع الانتشار لـ الإنترنت. ومثلما هو الحال بالنسبة لـ يوغيزمز للاعب لعبة البيسبول العظيم يوغي بيرا أو كولمان بولز الذي جمعته مجلة برايفت أي، فعند النظر إلى معاني الاقتباس الضار، تجعلنا نفكر في كلام المتحدث، الذي كثيرًا ما يستغله سياسي أو كثيرون من السياسيين أو الجماعات السياسية كوسائل للهجوم. وعلى هذا النحو فتنتمي إلى التاريخ الحي لـ الهجاء السياسي.

## وصلات خارجية
- A partisan list of “stupid quote and lies” by Al Gore
- “The Complete Bushisms”, updated frequently, by Jacob Weisberg